# Леванте УД
„Леванте Унион Депортива“ (на испански: Levante Unión Deportiva, S.A.D, на каталонски Llevant Unió Esportiva) е футболен клуб от град Валенсия в Испания. Той е най-старият от двата градски отбора.
Клубът е създаден през 1909 г. под името ФК Леванте. Името на клуба е заимствано от плаж 'Леванте' в Ла Малвароса.

## Успехи
- Copa de la España Libre:
  -  Носител (1): 1937
- Сегунда Дивисион:
  -  Шампион (3): 1939/40 (група III), 2003/04, 2016/17
- Терцера Дивисион:
  -  Шампион (11): 1943/44, 1945/46, 1953/54, 1955/56, 1972/73, 1975/76, 1978/79, 1988/89, 1994/95, 1995/96, 1998/99
- Шампионат Леванте Сюд:
  -  Шампион (1): 1935
- Шампионат на Валенсия:
  -  Шампион (11): 1928
- Трофей на град Валенсия:
  -  Носител (1): 1996

## Известни бивши футболисти
- Йохан Кройф
- Шота Арвеладзе
- Дамяно Томази
- Марко Сторари
- Предраг Миятович
- Савио
- Кристофър Уалембо
- Хесус Фернандес
- Кейлор Навас
- Карлос Касели
- Мохамед Сисоко

## Български футболисти
- Владимир Манчев: 2004/07 - (60 мача - 13 гола)